# 타스강

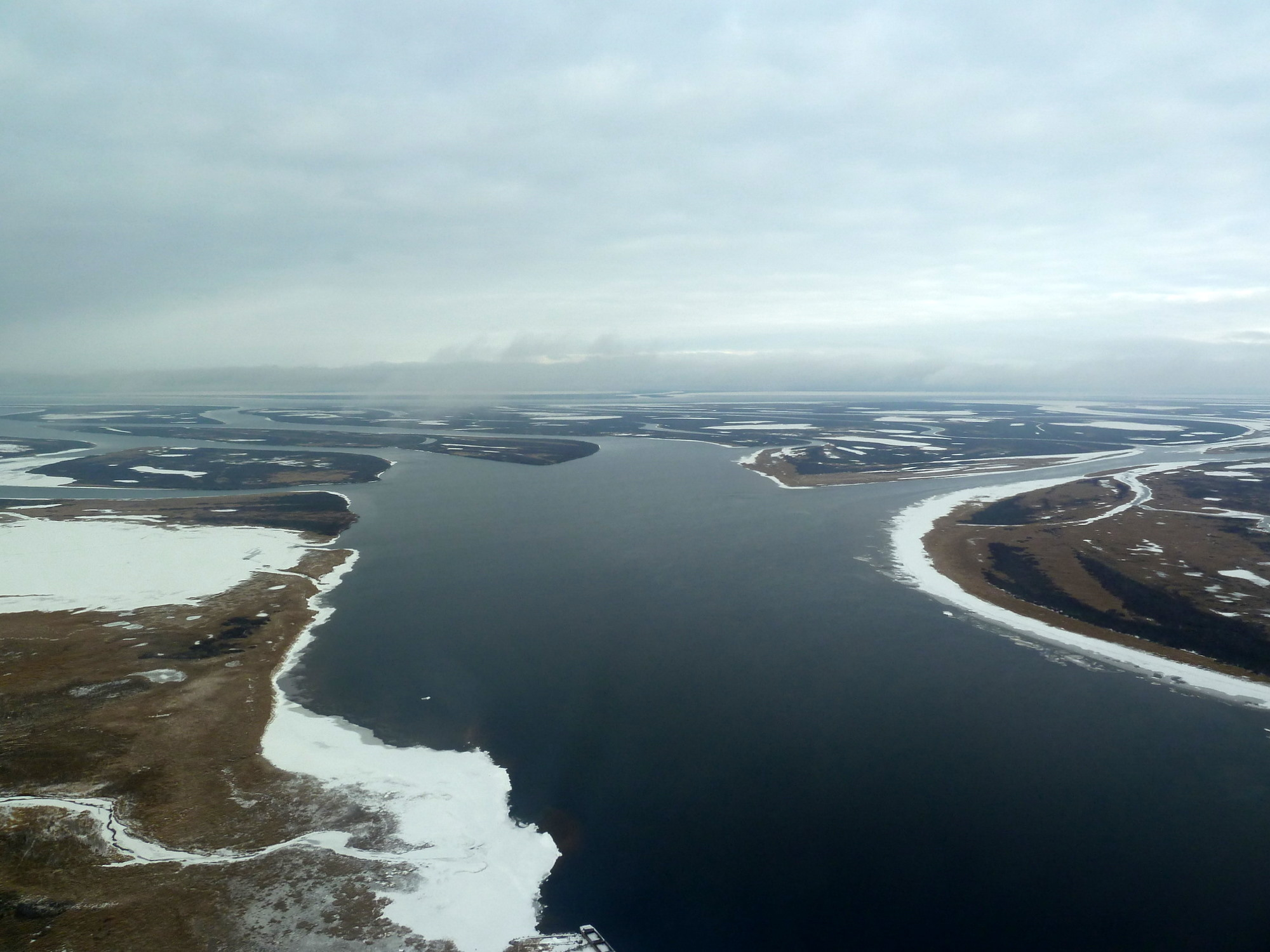

타스강(러시아어: Таз)은 카라해의 타좁스카야만(Тазовская губа)으로 흘러 들어가는 강이다. 서시베리아에 위치해 있다.
유역 길이는 1401 km, 유역 면적은 15,000 km2이다.
야말로네네츠 자치구와 크라스노야르스크 지방을 흐른다.